# Sneltvedt
Sneltvedt este o localitate din comuna Skien, provincia Telemark, Norvegia, cu o suprafață de 0,19 km² și o populație de 249 locuitori (2013).